# Гнездовка красноярская
Гнездо́вка красноя́рская (лат. Neottia krasnojarica)  — вид рода Гнездовка (Neottia) семейства Орхидные (Orchidaceae). Реликт.

## Ботаническое описание
Сапрофит. Многолетнее травянистое растение жёлто-буроватого цвета. Корневище укороченное, горизонтальное либо слабо восходящее, 4—5 мм длиной. Стебли одиночные, высотой 16—34 см.
Влагалища листьев чешуевидные, буроватые.
Соцветие  — многоцветковая кисть. Околоцветник светло-бурый. Листочки околоцветника продолговато-заострённые, с наружной стороны имеют мельчайшие сосочки. Губа слегка вогнутая, опушённая белыми волосками, длиной 10—12 мм, тёмно-бурого либо тёмно-коричневого цвета. Колонка длиной 3—5 мм. Завязь голая. Цветёт в июне — июле.
Плод  — голая шестигранная коробочка. Семена пылевидные. Размножение как семенами, так и вегетативно — при помощи корневища.
Описана около села Никольское Уярского района Красноярского края.

## Экология и распространение
Мезофит. Встречается одиночными экземплярами. Обитает в светлохвойно-лиственных, осиновых, берёзовых и сосновых лесах.
Предпочитает почвы, богатые гумусом.
Эндемик Красноярского края. Известно всего лишь несколько местонахождений на территории региона.

## Охранный статус
Занесена в Красную книгу Красноярского края. Исчезает в связи с малой численностью популяций, разрушением мест обитания и низкой семенной продуктивностью.